# Henrik Ibsen
Henrik Johan Ibsen (Skien, 20. ožujka 1828. – Kristijanija (Oslo), 23. svibnja 1906.) norveški je književnik koji je svojim stvaralaštvom imao veliki utjecaj na modernu dramu.
Njegov rad je priznat u cijelom svijetu, a njegova djela izvode se u kazalištima na svim kontinentima. Pisao je psihološke drame i društvenokritičke komade koji su prokrčili put naturalističkom stilu u drami, analizirajući moralne probleme. Izvršio je velik utjecaj na kulturni život u nordijskim zemljama, kao i na englesku, njemačku i francusku književnost. Za svoje drame uzimao je teme iz najbliže okolice. Naročito je majstorski obradio ženske likove. Tijekom desetljeća djela su mu različito tumačena, to se naročito odnosi na socijalno-kritičke i simboličke drame, često smatrane mračnima. Za njih je on sam rekao da u njima postavlja pitanja ali ne daje odgovore.

## Životopis
Rođen je 20. ožujka 1828. godine u mjestu Skien (u pokrajini Telemark) kao sin propalog trgovca. Ibsenu je bilo sedam godina kada je njegov otac napustio njega i majku. U to vrijeme to se smatralo veoma sramotnim činom. Sram koji je Ibsen proživljavao zbog očevog postupka odrazit će se kasnije na njegov literarni rad. Od 14. godine morao je raditi kako bi se uzdržavao. Preselio se u Grimstad da bi radio kao ljekarnički pomoćnik i sam se pripremao za studij medicine, što ubrzo napušta kako bi se posvetio književnosti. Živio je prilično bijedno, a u 18. godini postao je otac nezakonitog djeteta koje je začeo s jednom od kćeri vlasnika ljekarne. Većinu svoje plaće trošio je na alimentaciju. Godine 1850. Ibsen se preselio u Oslo (tada: Kristianija). Iste godine pokušao je objaviti i postaviti na kazališne daske svoje djelo Catalina, ali uzalud. U objavljivanju djela pomogao mu je prijatelj koji je novčano podupirao tiskanje djela, ali je tek nekoliko od 250 primjeraka knjige prodano. Ostatak je poslužio kao trgovački papir za umatanje.
Ibsen se 1851. zaposlio kao dramaturg u nacionalnom kazalištu u Bergenu. Bio je također suradnik novina Arbejderforeningens blad i Manden te urednik Samfundsbladeta. Šest godina kasnije (1857.) radi u Oslu kao upravitelj kazališta. Tu je ostao do 1862. godine. Nijedan od tih poslova nije bio dobro plaćen te je Ibsen s velikim mukama uzdržavao obitelj. Oženio se sa Suzannah Thoresen 1858. godine, godinu dana nakon što im se rodio sin. Od 1863. stvari su za Ibsena krenule boljim tokom. Primio je vladinu stipendiju, a Bjornstjerne Bjornson, drugi pisac, skupio je veliku sumu novca za svog prijatelja Ibsena kako bi mu omogućio da otputuje u inozemstvo. Ibsen je ostao u inozemstvu 27 godina. Boravio je u Danskoj, Njemačkoj, Austriji te potom u Italiji četiri godine. Nakon toga živio je u Dresdenu i Münchenu. Godine 1891. vraća se u Norvešku.
Ibsen je postao najčuveniji po svojim dramama. No, prvo je napisao priličan broj pjesama, ubrajajući tu dobro znanu Terje Vigen. Pjesma Terje Vigen govori o mornaru koji je otplovio iz Norveške u Dansku kako bi mogao uzdržavati suprugu i kćer i tako im spasio živote. Vrijeme radnje pjesme odvija se u doba Napoleonskih ratova, točnije nešto prije 1814. godine kada je norveška obala bila blokirana što je vodilo ka izgladnjivanju mnogih mjesta u Norveškoj. Kao dramatist Ibsen je pisao djela koja se mogu razvrstati u različite kategorije. Pisao je povijesne drame o prvim norveškim kraljevima. Potom se probio s djelima Brand (1886.) i Peer Gynt (1867.). Oba djela napisana su nedugo nakon što je napustio Norvešku i oba su napisana u rimi. I tu je kraj svakoj sličnosti s ova dva djela. Naime, glavni lik u Brandu je svećenik koji će svoj poziv slijediti bez obzira na žrtve. Peer Gynt je posve drukčija osoba – on je lažov, nesiguran u svoja uvjerenja, bezbrižni pustolov koji obmanjuje ženu koja ga voli i čeka ga dok on prolazi kroz bezbrojne avanture.
Treća vrsta njegovih drama jesu realističke drame motivirane svakodnevnicom u Norveškoj u kasnom 19. stoljeću. U tim dramama riječ je o individualistima koji evoluiraju kroz fabulu. Središte drame usmjereno je ka karakterima, a ne ka detaljima. Ibsenove realističke drame imale su ogroman utjecaj na razvoj drame u 20. stoljeću. Lutkina kuća (1879.) jedna je od njegovih realističnih drama. U tom komadu Ibsen se služi retrospektivnom tehnikom. To znači da kako drama napreduje, prošlost se sve više otkriva. Zbivanja iz prošlosti imaju značajnu ulogu u ovom djelu, a također daju likovima razloge za njihova ponašanja u današnjosti. Nora i njen suprug Helmer čini se imaju savršen obiteljski život. Ali Helmer razgovara s Norom kao da je ona dijete, cijelo vrijeme govoreći joj što treba raditi. Nakon nekog vremena Nora dolazi do zaključka kako je ona samo lutka u Helmerovoj kućici s lutkama. Ona smatra kako on nju iskorištava, te da Helmer zapravo ne mari za njene osjećaje. Nora napušta supruga i troje djece, što nije bilo prihvaćeno od društva u doba kada je djelo napisano. Stoga je završetak djela izazvao mnoge prosvjede. U Njemačkoj je protivljenje završetku djela bilo toliko snažno da je Ibsen ponovo napisao sam završetak kako bi djelo moglo biti izvođeno u kazalištima. Godine 1998. Lutkina kuća prvi puta je izvedena u Pekingu.
Nadahnut skandinavizmom piše djela: Gospođa Inger iz Estrota, Pretedenti na prijestolje i Ratnici na Helgolandu. Piše i drame iz tada suvremenih tema, npr. Ljubavna komedija; djelo je satira na malograđanski brak. U istom duhu napisao je i snažnu realističku komediju Društvo mladih, gdje izvrgava ruglu liberalne političare. U Stupovima društva žigoše nepoštenje u ekonomsku životu. Pod utjecajem Darwinove teorije piše Sablasti i daje sliku braka u dekdadenciji. Zatim je napisao duhovitu satiru Narodni neprijatelj o odnosu konzervativne većine i radikalne manjine. U svojim kasnijim djelima Divljoj patki i Romersholmu produbljuje ličnosti i njihov karakter te u naturalističkom obliku uvodi simbolizam. U Gospođi s mora i Hedi Gabler nagoviještava modernu psihologiju i u određenoj mjeri Freuda i Adlera. Preminuo je 23. svibnja 1906. godine u 78. godini života u Kristianiji.

## Djela
- Gospođa Inger iz Estrota (Fru Inger til Østeraad, 1857.)
- Ratnici na Helgolandu (Hærmændene paa Helgeland, 1858.)
- Komedija ljubavi (Kjærlighedens Komedie, 1862.)
- Borba za tron/Pretendenti na prijestolje (Kongs-Emnerne, 1864.)
- Brand (1866.)
- Peer Gynt (1867.)
- Savez mladih (De unges Forbund, 1869.)
- Cezar i Galilejci (Kejser og Galilæer, 1873.)
- Stupovi društva (Samfundets Støtter, 1877.)
- Nora ili Lutkina kuća (Et Dukkehjem, 1879.)
- Sablasti (Gengangere, 1881.)
- Narodni neprijatelj (En Folkefiende, 1882.)
- Divlja patka (Vildanden, 1884.)
- Romersholm (1886.)
- Žena s mora (Fruen fra Havet, 1888.)
- Hedda Gabler (1890.)
- Graditelj Solness (Bygmester Solness, 1892.)
- Jon Gabriel Borkman (1896.)
- Kad se mi mrtvi probudimo (Naar vi døde vågner, 1899.)